# Patrick Dewaere
Patrick Dewaere, właśc. Jean-Marie Patrick Bourdeaux (ur. 26 stycznia 1947 w Saint-Brieuc, zm. 16 lipca 1982 w Paryżu) – francuski aktor i kompozytor. Sześciokrotnie nominowany do nagrody Césara.

## Życiorys

### Wczesne lata
Urodził się jako trzeci z sześciorga dzieci francuskiej aktorki Madeleine 'Mado' Maurin. Miał czworo braci: Jean-Pierre’a (ur. 18 lipca 1941, zm. 15 sierpnia 1996), Yves’a-Marie (ur. 19 kwietnia 1944, zm. 2000), Dominique (ur. 1 kwietnia 1949), Jeana-François (ur. 1957) i jedną siostrę Marie-Veronique (ur. 1960). W dzieciństwie padł ofiarą czynów pedofilskich, a trauma z tym związana pozostała z nim do końca życia.
Zadebiutował na ekranie w wieku czterech lat pod pseudonimem Patrick Maurin w komediodramacie Pan Fabre (Monsieur Fabre, 1951). Kiedy miał pięć lat, trafił na scenę Comédie-Caumartin w sztuce Henrika Ibsena Dom lalki (1952). Stał się obiektem drwin ze strony szkolnych kolegów, co spowodowało izolację we wczesnym wieku. Kiedy miał 10 lat, pojawił się w komedii Gene’a Kelly’ego Szczęśliwa droga (The Happy Road, 1957).

### Kariera
W 1968 wstąpił do trupy teatralnej Café de la Gare, wtedy zdecydował się przyjąć nazwisko panieńskie swojej babki – Dewaere. Zwrócił na siebie uwagę rolą przestępcy Pierrota w anarchicznym komediodramacie Bertranda Bliera Jaja (Les Valseuses, 1974). Był sześciokrotnie nominowany do nagrody Cezara; za rolę Lefevre, zastępcy Verjeata w dramacie kryminalnym Powodzenia, stary! (Adieu Poulet, 1975), jako Marc w dramacie Najlepszym sposobem na pieszo (La Meilleure façon de marcher, 1976), za postać sędziego Fayarda w dramacie kryminalnym Sędzia Fayard, zwany Szeryfem (Le Juge Fayard dit Le Shériff, 1977), jako neurotyczny sprzedawca Franck Poupart w dramacie Czarna seria (Série noire, 1979), jako zwolniony z więzienia Bruno Calgagni, który poszukuje pracy i próbuje rozpocząć nowe życie w dramacie Zły syn (Un mauvais fils, 1980) oraz za kreację ojczyma Rémi w dramacie Ojczym (Beau-père, 1981).
Jego krótka kariera zakończyła się tragicznie i wciąż w tajemniczych okolicznościach. Niedługo po premierze czarnej komedii Raj dla wszystkich (Paradis pour tous, 1982) u boku Jacques’a Dutronca, w której jego bohater popełnia samobójstwo, aktor 16 lipca 1982 odebrał sobie życie, strzelając do siebie z karabinu we własnym domu. W tym czasie otrzymał propozycję od Claude’a Leloucha zagrania w filmie Édith i Marcel (Édith et Marcel, 1983). Szokujące, niewytłumaczalne do końca dla przyjaciół, fanów i rodziny samobójstwo Dewaere’a, stało się przedmiotem pełnometrażowego dokumentu francuskiego Patrick Dewaere (1992), który został pokazany na festiwalu filmowym w Cannes. W 1983 we Francji powstała nagroda im. Patricka Dewaere’a. W 2005 francuski piosenkarz Raphaël napisał utwór pt. „Chanson pour Patrick Dewaere”.

## Życie prywatne
W latach 1968–1979 był żonaty z aktorką Sothą. Z nieformalnego związku z Miou-Miou miał córkę Angèle Herry-Leclerc (ur. 13 sierpnia 1974). W 1980 poślubił Élisabeth Malvinę Chalier, z którą miał córkę Lolę (ur. 4 grudnia 1979).

## Filmografia
- 1951: Pan Fabre (Monsieur Fabre)
- 1956: Stokrotka (En Effeuillant la marguerite) jako brat Toto
- 1957: Szpiedzy (Les Espions) jako mały Moinet
- 1957: Szczęśliwa droga (The Happy Road) jako dziecko
- 1966: Czy Paryż płonie? (Paris brule-t-il) jako młody partyzant
- 1971: Małżonkowie roku drugiego (Les Mariés de l'an II) jako Woluntariusz
- 1971: Dom pod drzewami (La Maison sous les arbres) jako Mężczyzna w żółtym szaliku
- 1974: Jaja (Les Valseuses) jako Pierrot
- 1975: Lili, kochaj mnie! (Lily, aime-moi) jako Johnny
- 1975: Powodzenia, stary! (Adieu Poulet) jako Lefevre, zastępca Verjeata
- 1975: Nie ma sprawy! (Pas de probleme!) jako barman
- 1976: F jak Fairbanks (F... comme Fairbanks)
- 1976: Marsz triumfalny (Marcia trionfale) jako porucznik Baio
- 1977: Komnata biskupa (La Stanza del vescovo) jako Marco Maffei
- 1977: Sędzia Fayard, zwany Szeryfem (Le Juge Fayard dit Le Shériff) jako sędzia Fayard
- 1978: Przygotujcie chusteczki (Préparez vos mouchoirs) jako Stephane
- 1979: Korek (L'Ingorgo – Una storia impossibile) jako Młodzieniec
- 1980: Zły syn (Un mauvais fils) jako Bruno Calgagni
- 1981: Hotel Ameryka (Hôtel des Amériques) jako Gilles Tisserand
- 1981: Ojczym (Beau-père) jako Rémi
- 1981: Psychiatra (Psy) jako Marc
- 1982: Raj dla wszystkich (Paradis pour tous) jako Alain Durieux
- 1982: Tysiąc miliardów dolarów (Mille milliards de dollars) jako Paul Kerjean